# トゥールのマルティヌス

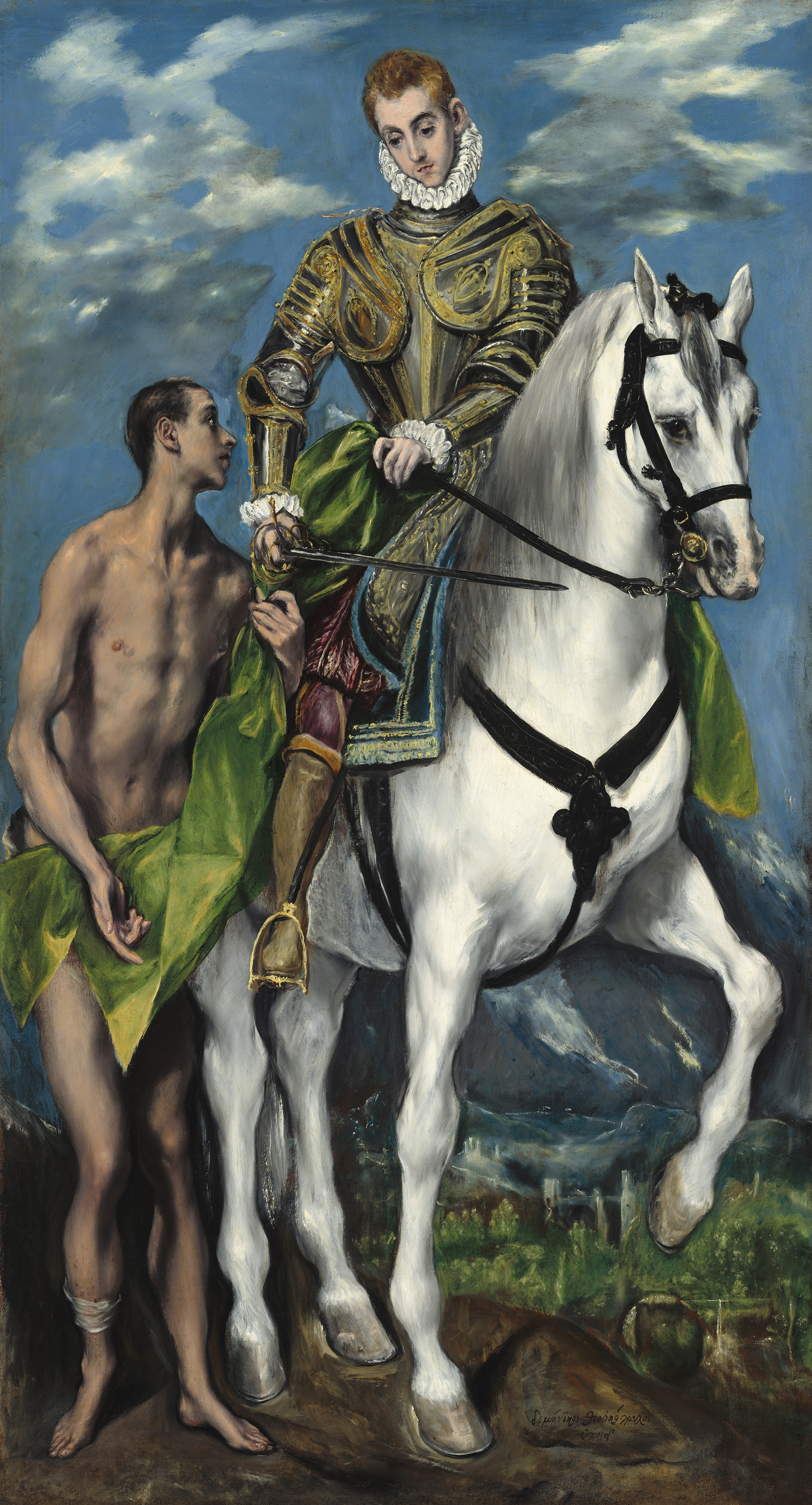
エル・グレコ『聖マルティヌスと乞食』(1597-1599年)、 ナショナル・ギャラリー (ワシントン)

トゥールのマルティヌス（ラテン語:Sanctus Martinus Turonensis、またマルタン、マルチノとも、316年頃 - 397年/400年）は、キリスト教の聖人である。殉教をせずに列聖された初めての人物で ヨーロッパ初の聖人でもある。日本のカトリック教会では聖マルチノ(ツール)司教 と表記される。

## 来歴
316年ごろ、ローマ帝国領パンノニア州（現ハンガリー）サバリア（ラテン語: Savaria, Sabaria, ギリシア語: Σαουαρία、ソンバトヘイ）に生まれる。397年（一説には400年）にトゥーレーヌのカンドで没。ローマ帝国軍の将校であった父の転任で、子供の頃パヴィーアへ移住し、のちにローマ軍に入隊した。所属する連隊が、しばらくしてガリアのアミアンに派遣された時、「マントの伝説」が起こる。
ある非常に寒い日、アミアンの城門で、マルティヌスは半裸で震えている物乞いを見た。彼を気の毒に思ったマルティヌスは、マントを2つに引き裂いて、半分を物乞いに与えた。この物乞いはイエス・キリストであったといわれ、これが受洗のきっかけとなり、その後軍を除隊した。マルティヌスが持っていたほうの半分は、「聖マルティヌスのマント」として、フランク王国の歴代国王の礼拝堂に保管された。
ちなみに、フランクの王朝「カペー朝」は、マントを意味する「cape」にちなんでいる。礼拝堂（英 chapel、仏chapelle） も、もともとはマントを保管した場所という意味である。除隊すると、マルティヌスは、聖ヒラリウスの弟子となるためにポワティエに向かうも、その前に、両親のいるロンバルディアに行こうとした。しかしアリウス派の信奉者が多く、カトリックを敵視していたため、ガリアへ戻ろうとしたが、アリウス派の勢力により聖ヒラリウスが追放されたことを知り、ティレニア湾に浮かぶガリナリア島（現アルベンガ島）に逃れた。
その後の勅令により、聖ヒラリウスがガリアに戻ったのを知ったマルティヌスは、ポワティエに急ぎ、361年、ポワティエから少し離れた地域（現リグージェ）を教化する許可を得て、多くの修道士が彼の周りに集まった。
これが、西方教会初の修道院、リグージェ修道院である。
マルティヌスは、伝道活動も積極的で、病気を治療したともいわれている。371年（または372年）にトゥールの2代目の司教である聖リドリウスが亡くなり、聖職者たちは、マルティヌスに新たな司教への就任を求めたが、あまり乗り気でなかったため、策略が施された。あるトゥールの市民がマルティヌスのもとを訪れ、死期が近い妻に会ってやってほしいと言って、共にトゥールの町に入ったところを、人々の喝采が出迎えたのである。司教となった後も、彼は、マルムーティエ修道院を作り、トゥーレーヌ一帯のキリスト教化の拠点とした。
また、司教管区を離れて、現ドイツ領のトリーアに足を運ぶこともあった。ここはローマの皇帝たちが屋敷を構えたところで、ここで、皇帝に、犯罪者への赦しを請うこともした。異端者とされたイベリア半島の聖職者、プリスキリアーヌスへの赦しをも願ったが、結局は斬首の刑に処せられ、マルティヌスはそのことを大いに嘆いたという。

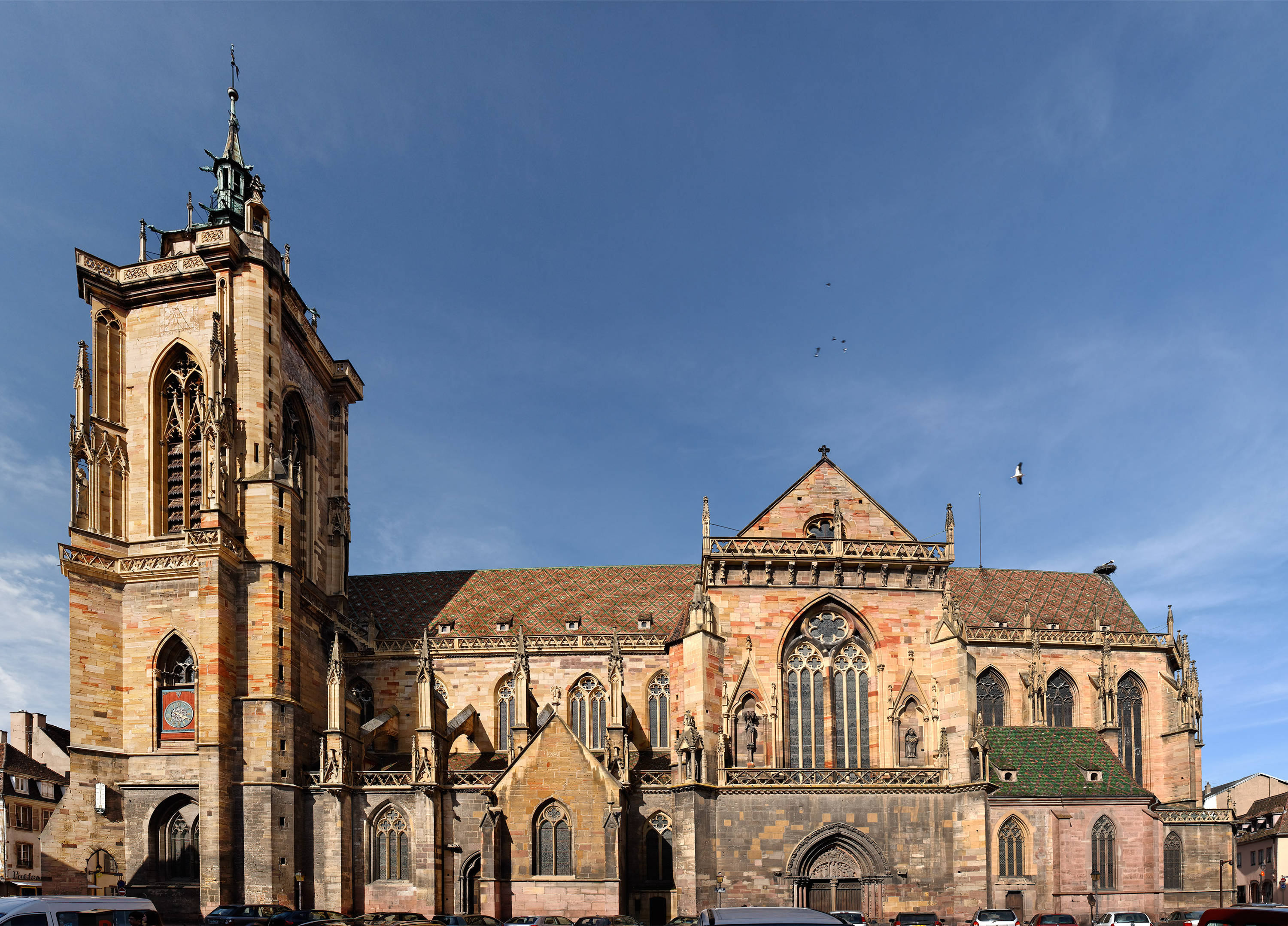
コルマールの聖マルティヌス教会

ローマへの最後の訪問の後、マルティヌスはカンドに行き、そこで81歳で没した。没年は、397年とも400年ともいわれる。その謙遜と禁欲を重視した生き方は、人々の崇拝の対象となり、偉大な聖人とたたえられた。存命中、あるいは死後に起きた奇跡についての記録も多く、多くの教会や礼拝堂が奉納され、また聖マルティヌスにちなんだ地名も多い。
彼の遺体はトゥールに埋葬され、その上に質素な礼拝堂が建てられた。のちにそれは大聖堂となり、1014年にさらに拡張されたが、1230年に火災で焼け落ちた。その後さらに拡張され、巡礼の中心地となるも、宗教改革により破壊された。教会法にのっとり復元されたものの、今度はフランス革命で大部分が取り壊され、聖堂の跡地には道路が作られた。その後聖堂はマニャン大司教により、小ぶりながらも再建された。
また、1860年の12月、聖マルティヌスの墓所の遺跡からいくつかの破片が見つかった。これらは、現在は聖堂の中に、誰にもわからない形で納められている。
西方教会での聖名祝日は11月11日である。この日は命日とも、埋葬された日とも、また誕生日であるともいわれている。

## 守護聖人
フランス、ドイツの守護聖人である。

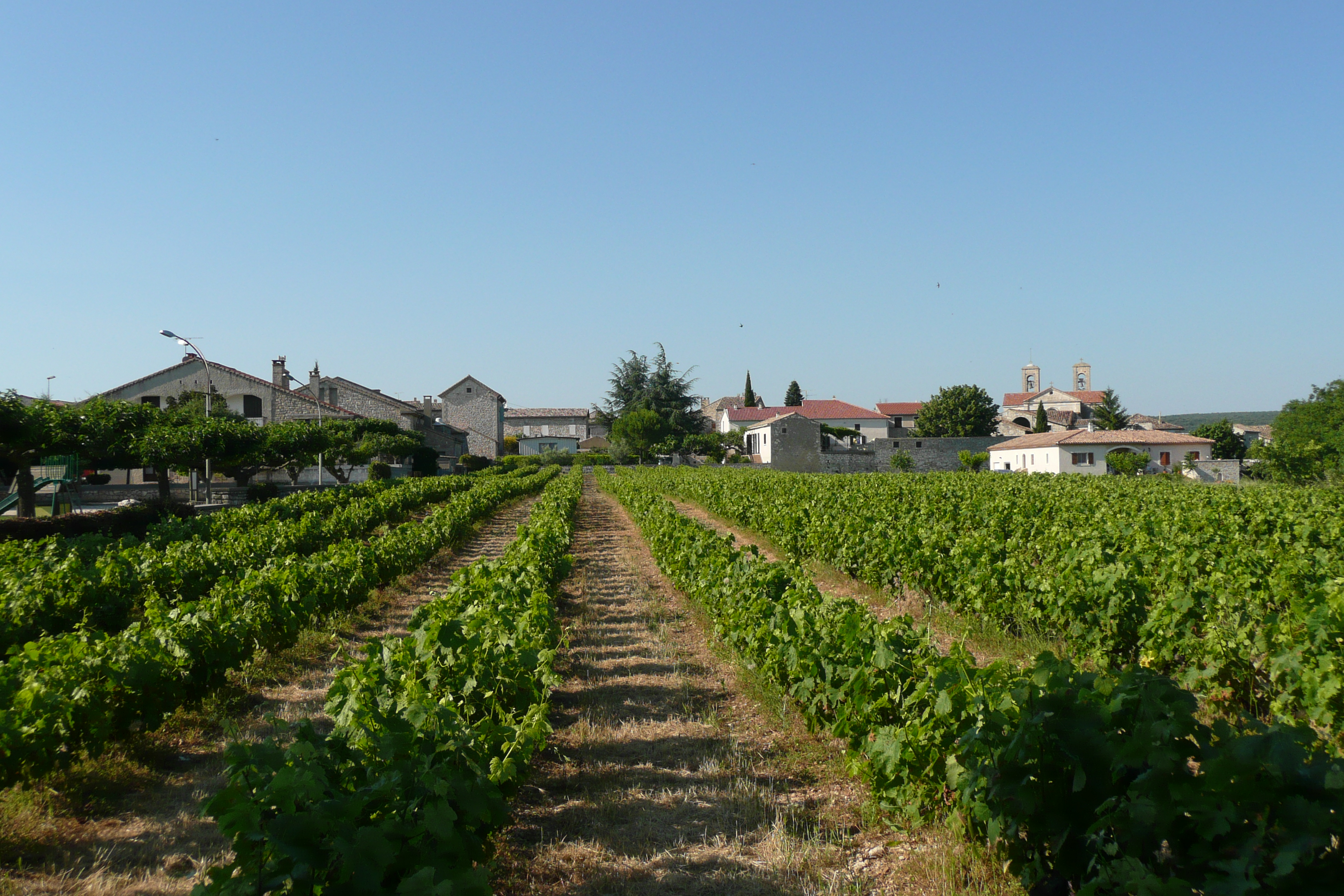
ロワールのブドウ畑

また、騎士や兵士、毛織物関連業者、靴屋、物乞い、家畜、そしてホテル経営者の守護聖人でもある。ロワール川流域でのブドウ栽培の先駆者としても知られ、イタリアではワインの守護聖人ともなっている。また、酩酊を避けたい時にも、この聖人に祈りを捧げる。